# Praia do Góis
Praia do Góis är en strand i Brasilien.   Den ligger i delstaten São Paulo, i den sydöstra delen av landet, 900 km söder om huvudstaden Brasília. Praia do Góis ligger på ön Ilha de Santo Amaro.